# Gustavo Argentino Marambio
Gustavo Argentino Marambio (n. Ciudad de Río Cuarto, Córdoba, Argentina,  19 de septiembre de 1919 - † Villa Mugueta, Santa Fe, Argentina, 12 de noviembre de 1953) fue un aviador de la Fuerza Aérea Argentina, que se cuenta entre los pioneros de la exploración antártica.

## Biografía
En abril de 1945, fue destinado a cumplir misiones como Piloto de Líneas Aéreas del Estado. También se despeñó como Profesor de Meteorología en la Agrupación Transporte. Siendo Jefe de la División Control de Vuelo en la Dirección del Tránsito Aéreo, División que él creara, fue comisionado para trasladarse a Río de Janeiro, Brasil, para realizar gestiones ante las autoridades de la «Directoria de Rótas do Brasil» relacionadas con la adopción de medidas de seguridad y circulación aérea.
En 1951 sobrevoló la Bahía Margarita en el sector noroeste de la Península Antártica y al año siguiente, siendo jefe del estado mayor de Tareas Antárticas, sobrevoló y estudió posibles lugares de aterrizaje en el Sector Antártico Argentino, con el objetivo de habilitar una pista que permitiera la operación regular y continua con aeronaves de gran porte. El 19 de diciembre de 1951 se llevó a cabo un hecho de trascendencia histórica, que fue la realización del primer operativo Antártico de la Fuerza Aérea Argentina, denominado Operación "Enlace", en cumplimiento a una arriesgada e importante misión de exploración y salvamento en el Continente Helado.
Sus exploraciones constituyeron el antecedente que posibilitó en 1969 la instalación de la Base Marambio de la Antártida Argentina la cual fue así nombrada en su homenaje, al igual que la isla Marambio donde la base se encuentra emplazada. Dicha base a su vez, permitió la realización de los vuelos transpolares.
En agosto de 1952, al crearse el Grupo de Tareas Antárticas Marambio fue designado como el primer comandante del mismo. En agosto de 1953, pasó a prestar servicios en el Círculo de Aeronáutica, en carácter de Director de Publicaciones.
Marambio falleció en un accidente aéreo en la mañana del 12 de noviembre de 1953, cuando el avión en que viajaba, un de Havilland Dove colisionó en el aire, a una altura de 1500 metros, con un Junkers Ju-52. En 1952 fue parte del equipo de exploración antártica dirigido por Hernán Pujato, siendo distinguidos por el presidente Juan Domingo Perón a su regreso al Continente. Esa condecoración provocaría que fuese degradado tras el golpe de septiembre de 1955 de vicecomodoro post mortem a comandante por el dictador Eduardo Lonardi. Recuperó su reconocimiento póstumo en el escalafón meses después.
La comuna de Villa Mugueta, departamento San Lorenzo de la provincia de Santa Fe, lugar del accidente, erigió un monumento en su honor en la entrada de esa localidad, en el kilómetro 60 de la Ruta Provincial N.º  14 y el Jardín de Infantes N.º  177 lleva su nombre. En el paraje «Campo de las Cruces», a pocos kilómetros de donde ocurrió el accidente, se colocó una cruz en memoria de Marambio y los fallecidos.
En el Partido de Ituzaingó en el Barrio Aeronáutico hay una calle con su nombre en modo homenaje.

## Honores
El 13 de agosto de 1942, recibe del Gobierno Paraguayo el título de “Caballero de la Orden Nacional del Mérito”.
En octubre de 1947 le es conferida, por el Gobierno Francés la condecoración de la “Orden Estrella Negra Benín", la que fuera entregada por el propio señor Inspector del Ejército Francés.
En 1947, el gobierno Paraguayo le confiere el Brevet de Aviador Militar “Honoris Causa”.
En 1948, el gobierno Francés le otorga el título de “Aviador Militar Honoris Causa” del Ministerio de Ejército de Francia.

## Carrera militar
- 1934 Ingreso al Colegio Militar de la Nación
- 1937 Cabo 1.º Cadete por relevantes condiciones militares
- 1937 Egreso como Subteniente
- 1941 Teniente
- 1943 1.er. Teniente
- 1945 Capitán
- 1947 Comandante
- 1950 Vicecomodoro